# Walter Pauli (Polizist)
Walter Pauli (* 16. Januar 1953 in Ochtendung; † 9. Mai 1975 in Köln) war ein deutscher Polizist, der bei einer Schießerei zwischen Personen aus dem Umfeld der Terrororganisation Bewegung 2. Juni und der Polizei ermordet wurde. Im Herbst 2001 wurde mit dem Walter-Pauli-Ring in Köln-Kalk erstmals in Deutschland eine Straße nach einem im Dienst getöteten Polizisten umbenannt. An der Straße steht das Polizeipräsidium Köln.

## Leben
Pauli wuchs in Gebhardshain auf. Nach dem Hauptschulabschluss absolvierte er eine Schornsteinfegerlehre, anschließend erlangte er die Fachhochschulreife. Aufgrund der nach eigener Ansicht besseren Aufstiegschancen bewarb er sich anstatt bei der heimatnahen Polizei Rheinland-Pfalz bei der Polizei Nordrhein-Westfalen. Am 1. Oktober 1973 begann er an der Landespolizeischule Carl Severing in Münster seine Ausbildung, die er infolge seines vorherigen Werdegangs auf 15 Monate verkürzen konnte. Am 1. Februar 1975 wurde er als Polizei-Hauptwachtmeister in den Schutzbereich Südost des Kölner Polizeipräsidiums versetzt.

## Tod

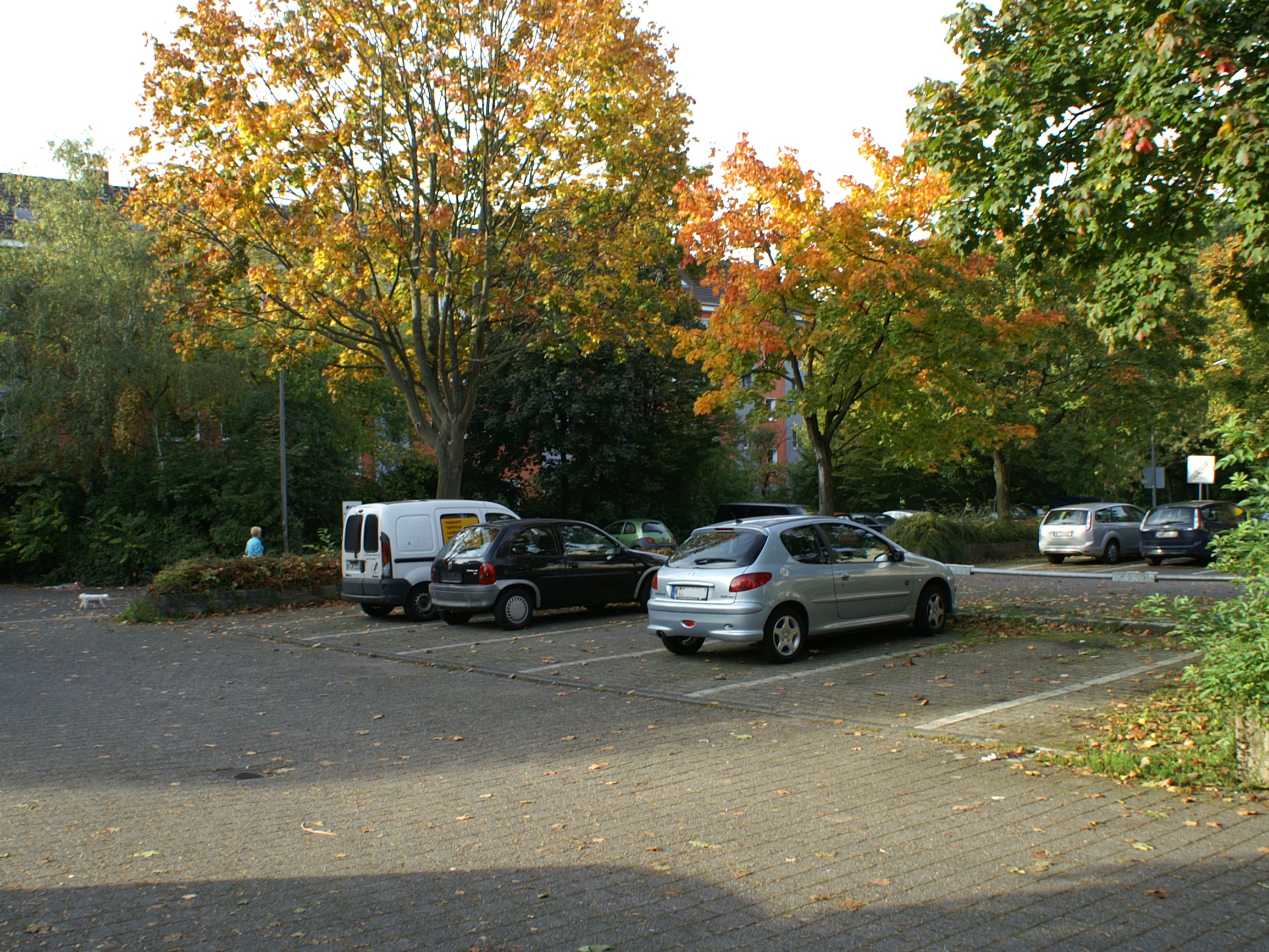
Parkplatz Gremberger-/Flammersfelder Str. in Köln-Humboldt/Gremberg – der Tatort (2010)

In den frühen Morgenstunden des 9. Mai 1975 beobachten drei Ehepaare auf ihrem Nachhauseweg auf einem Parkplatz des Supermarktes Stüssgen in Köln-Humboldt (jetzt Köln-Humboldt/Gremberg) einen NSU Prinz, aus dem drei ihnen unbekannte Männer ausgestiegen waren. Da in der Umgebung in der Vergangenheit mehrere Pkw-Aufbrüche stattgefunden hatten und ihnen die Personen aufgrund ihres Verhaltens verdächtig vorkamen, informierten sie die Polizei. Unmittelbar nach dem Notruf trafen drei Einsatzfahrzeuge ein. Während mit der Kontrolle der Verdächtigen begonnen wurde, traf Pauli in einem zusätzlichen Streifenwagen ein. Werner Sauber, der Beifahrer des NSU, riss plötzlich die Tür seines Fahrzeugs auf und feuerte zwei Schüsse auf Walter Pauli ab. Infolge eines Durchschusses im Brustbereich starb Pauli, sich schießend wehrend, noch am Tatort.
Der flüchtende Beifahrer gab noch weitere Schüsse auf einen 21-jährigen Polizeibeamten ab, die diesen am Bauch und am Oberschenkel trafen. Einer der von Sauber abgegebenen Schüsse traf als Querschläger den Fahrer des PKW, den damals 32-jährigen Arzt Karl Heinz Roth, und verletzte ihn dabei schwer. Sauber wurde während seines Fluchtversuchs von sechs Polizeikugeln getroffen und verstarb noch auf dem Weg zum Krankenhaus. Der dritte Fahrzeuginsasse Roland Otto, ein seit 1974 flüchtiger Häftling, wurde von den Polizisten ohne Widerstand festgenommen. Im Nachhinein stellte sich heraus, dass alle drei Personen zum Umfeld der terroristischen Bewegung 2. Juni gehörten.
Walter Pauli wurde am 14. Mai 1975 in seiner Heimatgemeinde Gebhardshain (Rheinland-Pfalz) beigesetzt. Tausende Polizisten aus dem gesamten Bundesgebiet nahmen an der Beisetzung teil. Die Gemeinde versäumte es, seine Ruhestätte als Ehrengrab zu erklären, sie ist inzwischen eingeebnet.
Da Roth und Otto die Mittäterschaft am Mord an Pauli nicht nachgewiesen werden konnte, wurden sie 1977 lediglich wegen Verstoßes gegen das Waffengesetz verurteilt.

## Würdigung

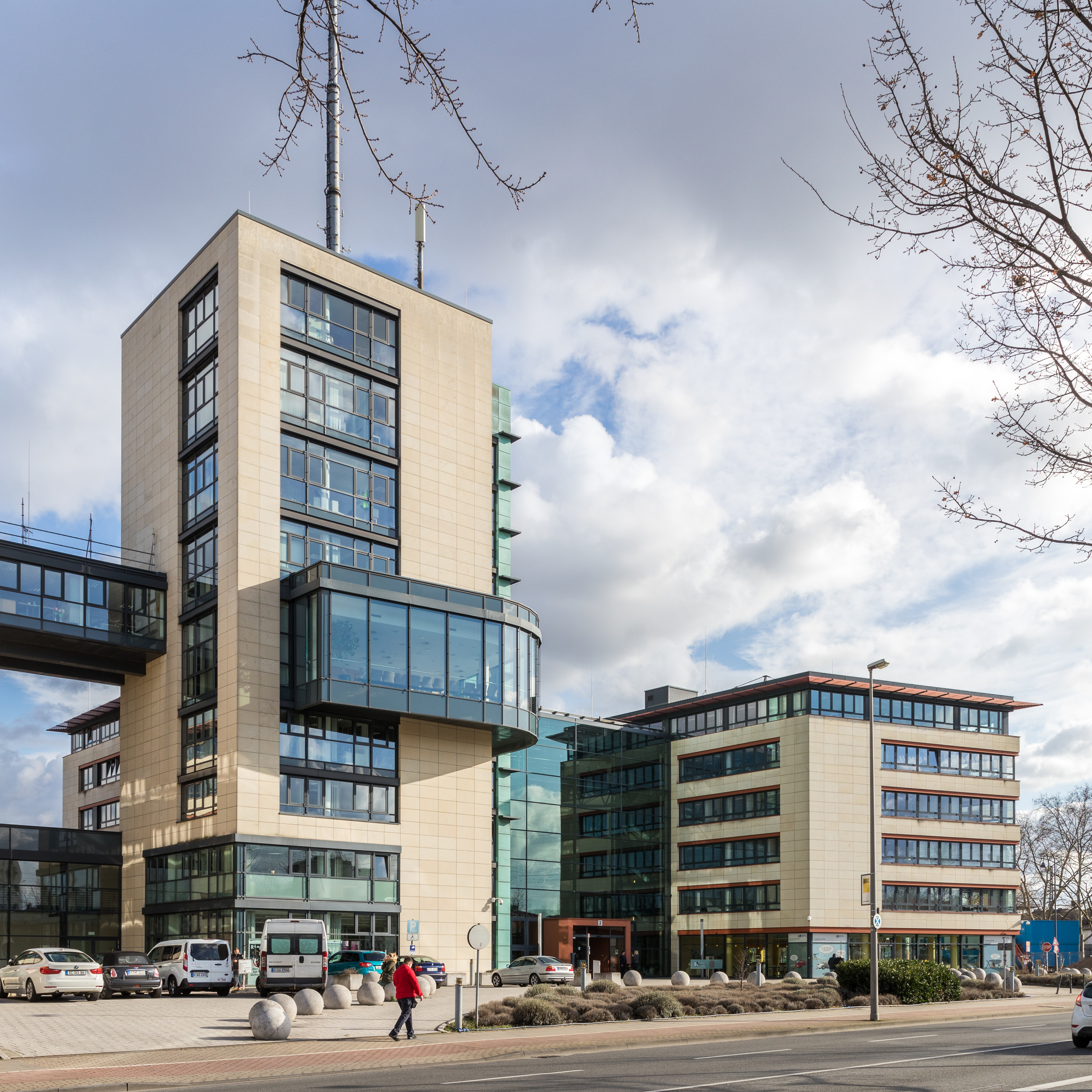
Polizeipräsidium Köln am Walter-Pauli-Ring (2020)

Da das Gebäude des alten Polizeipräsidiums am Waidmarkt in der Kölner Altstadt durch die Verwendung von Asbest als Dämmmaterial gesundheitsschädigende Messwerte aufwies und eine Sanierung für den 1950er-Jahre-Bau nicht wirtschaftlich schien, entschlossen sich die Verantwortlichen für einen Neubau auf dem Brachgelände der ehemaligen Chemischen Fabrik Kalk. In einer Dringlichkeitsentscheidung beschloss der Rat der Stadt Köln am 5. Oktober 2001 die Umbenennung der Eisenbahnstraße in Walter-Pauli-Ring zum 25. Oktober 2001 – dem Tag der Einweihung des neuen Präsidiums. Der Kölner Oberbürgermeister Fritz Schramma wies in der Einweihungsrede zur ersten in Deutschland nach einem im Dienst getöteten Polizisten benannten Straße darauf hin, dass der Name Walter Pauli stellvertretend für alle anderen im Dienst getöteten Polizeibeamtinnen und -beamten steht.